# André Deledicq
André Deledicq, né le 15 mai 1943, est un mathématicien français.

## Biographie
André Deledicq est agrégé de mathématiques et ancien maître de conférences à l’université Paris VII. Il a aussi été directeur de l'Institut de recherche sur l'enseignement des mathématiques (IREM).
En 1985, André Deledicq est un des responsables de l’opération « Informatique pour tous », au ministère d’Éducation nationale, alors que Jean-Pierre Chevènement est ministre.
Avec Jean-Pierre Boudine, il crée en 1991 le Jeu-concours Kangourou des mathématiques.

## Distinctions
- Prix d'Alembert, avec le Jeu-concours Kangourou des mathématiques en 1994, « pour la meilleure œuvre ou action de vulgarisation des mathématiques destinée à un large public », décerné par la Société mathématique de France[2].
- Paul Erdős Award, en 2004, décerné à Copenhague par la World Federation of National Mathematics Competitions[3],[4].

### Décoration
- Chevalier de la Légion d'honneur (2025)[5].